# Éta
Az éta (Η η) a görög ábécé hetedik betűje, az é betű és hang. 
A η betűhöz kapcsolódó fogalmak:
- hatásfok
- dinamikai viszkozitás